# 39. pehotni polk (Italija)
39. pehotni polk Bologna (izvirno italijansko 39º Reggimento fanteria Bologna) je bil pehotni polk Kraljeve italijanske kopenske vojske.

## Zgodovina
39. pehotni polk je skupaj s 40. polkom sestavljal brigado Vittorio Emanuele, ki je bila ustanovljena leta 1859 v Torinu s prostovoljci iz Benečije in Romanje, ki so prišli na pomoč Piemontu. Med letoma 1859 in 1861 je bila polovica brigade, 39. polk, nastanjena v Markah, Umbriji in južni Italiji. Leta 1866 je polk v okviru tretja vojna za neodvisnost Italije|tretje vojne za neodvisnost osvojil Benečijo in del Furlanije. Dne 20. septembra 1870 je predrl Vatikansko obzidje (Porta Pia) in osvojil Papeško državo, s čimer se je zaključilo zedinjenje Italije. Med prvo svetovno vojno je bil polk nastanjen na soški fronti, kjer je bil zdesetkan. Od leta 1921 do leta 1926 je deloval v Neaplju, kjer je Mussolini sprva nameraval ustvariti bazo za stike s kolonijami v Afriki. 
Ko je bila leta 1926 reorganizirana sestava oboroženih sil, je bila brigata ukinjena in ostanki njenih bataljonov so bili dodeljeni  v 12. oziroma 75. polk. Leta 1934 je bil polk obnovljen z imenom 39. pehotni polk Bologna in uvrščen v 23. pehotno brigado kot oficirska šola, s priključitvijo dotedanje oficirske šole iz Salerna.
V letih 1935/1936 sta bila dva njegova bataljona na fronti v Etiopiji. Leta 1939 je bila šola ukinjena in polk se je združil s 40. pehotnim in 10. artilerijskim polkom v Pehotno divizijo Bologna, ki je bila poslana v Afriko. Leta 1940 je bil polk nastanjen v Tripolitaniji. Leta 1941 je bil udeležen v bitkah za al Adm, Tobruk in Sidi Rezegh, leta 1942 pa v bitkah za Fuko, Marsa Matruh in el Alamein, kjer je bil pokončan. Decembra 1942 je bil polk tudi uradno razpuščen.

## Organizacija
Sedež polka je bil med letoma 1920 in 1926 v Neaplju, od leta 1934 do 1942 v Salernu. Po razrešitvi od poučevanja je imel 39. pehotni polk sledeče enote:
- Štab
- Vodilni odred
- 3 bataljoni strelcev
- Baterija minometov kalibra 81
- Baterija gorskih topov 65/17

Poveljevali so jim polkovniki: Mario Arisio, Felice Gonnella, Mario Russo, Paolo Grimaldi, Giovanni Lorenzoni, Guido Manardi, Gaetano Margini.